# Leibniz-Institut für Geschichte und Kultur des östlichen Europa
Das Leibniz-Institut für Geschichte und Kultur des östlichen Europa (ab 1995: Geisteswissenschaftliches Zentrum Geschichte und Kultur Ostmitteleuropas, abgekürzt immer noch GWZO) ist ein interdisziplinäres, international ausgerichtetes Institut der Ost- und Ostmitteleuropaforschung mit Sitz in Specks Hof in Leipzig. Der Tätigkeitsschwerpunkt liegt in der wissenschaftlichen Untersuchung der Geschichte und Kultur des Raumes zwischen Ostsee, Schwarzem Meer und Adria vom Frühmittelalter bis zur Gegenwart in vergleichender Perspektive. Das Institut will zu einem tieferen Verständnis aktueller politischer, wirtschaftlicher und gesellschaftlicher Entwicklungen in den Staaten, Gesellschaften und Kulturen des östlichen Europa, insbesondere Ostmitteleuropas, beitragen, indem es sich auch mit der jeweiligen Landesgeschichte der historischen Landschaften in der Germania Slavica beschäftigt. Es ist seit 2003 ein An-Institut der Universität Leipzig und seit 2017 Mitglied der Leibniz-Gemeinschaft.

## Forschungsprofil
Das Institut sieht sich im Hinblick auf sein methodisches Vorgehen zur Erforschung des östlichen Europa zu Innovation und Interdisziplinarität verpflichtet. Dies wird realisiert:
- durch die Akzentuierung der Geschichtsregion östliches Mitteleuropa innerhalb der Osteuropaforschung,
- durch die Berücksichtigung der Forschungsregion in der regionalen und internationalen Geschichte,
- durch vergleichende systematische Fragestellungen,
- durch multidisziplinäre Zusammenarbeit,
- durch institutionelle Kooperation und Forschungsbündelung.

### Interdisziplinarität
Die über 70 am Institut tätigen Wissenschaftler aus dem In- und Ausland repräsentieren verschiedene Disziplinen der Geisteswissenschaften, darunter Archäologie, Namenkunde, Geschichte, Kunstgeschichte und Literaturwissenschaft.

### Kooperationen
Das GWZO verfügt über ein dichtes Netz von Kooperationsbeziehungen mit Forschungseinrichtungen in Deutschland, im östlichen Europa, anderen Teilen Europas und Übersee. Eine enge Zusammenarbeit besteht beispielsweise mit der Nationalgalerie Prag, dem Willy Brandt Zentrum für Deutschland- und Europastudien der Universität Wrocław und der Akademie der Wissenschaften der Tschechischen Republik, aber auch dem Aleksander-Brückner-Zentrum für Polenstudien sowie dem Hannah-Arendt-Institut für Totalitarismusforschung.
Im Rahmen der internationalen Kooperationsarbeit kommt dem Gastwissenschaftlerprogramm des GWZO ein besonderer Stellenwert zu.
Das GWZO ist gemeinsam mit sechs weiteren Forschungsinstitutionen der Wissenschaftsregion Mitteldeutschland Teil des im November 2016 eingerichteten LeibnizWissenschaftsCampus „Eastern Europe – Global Area“ (EEGA) mit Sitz in Leipzig.

## Geschichte und Struktur

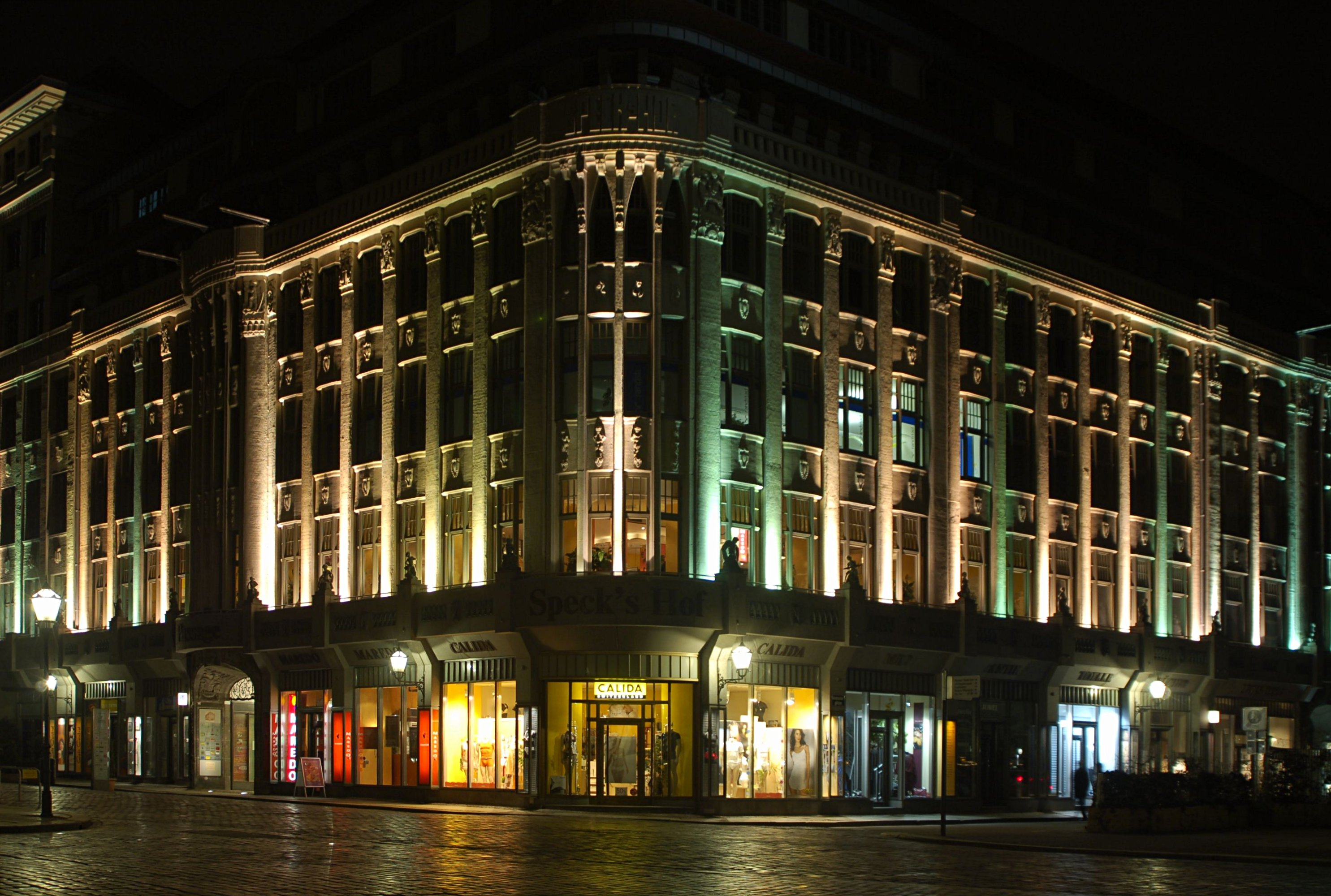
Der Specks-Hof Standort des GWZO

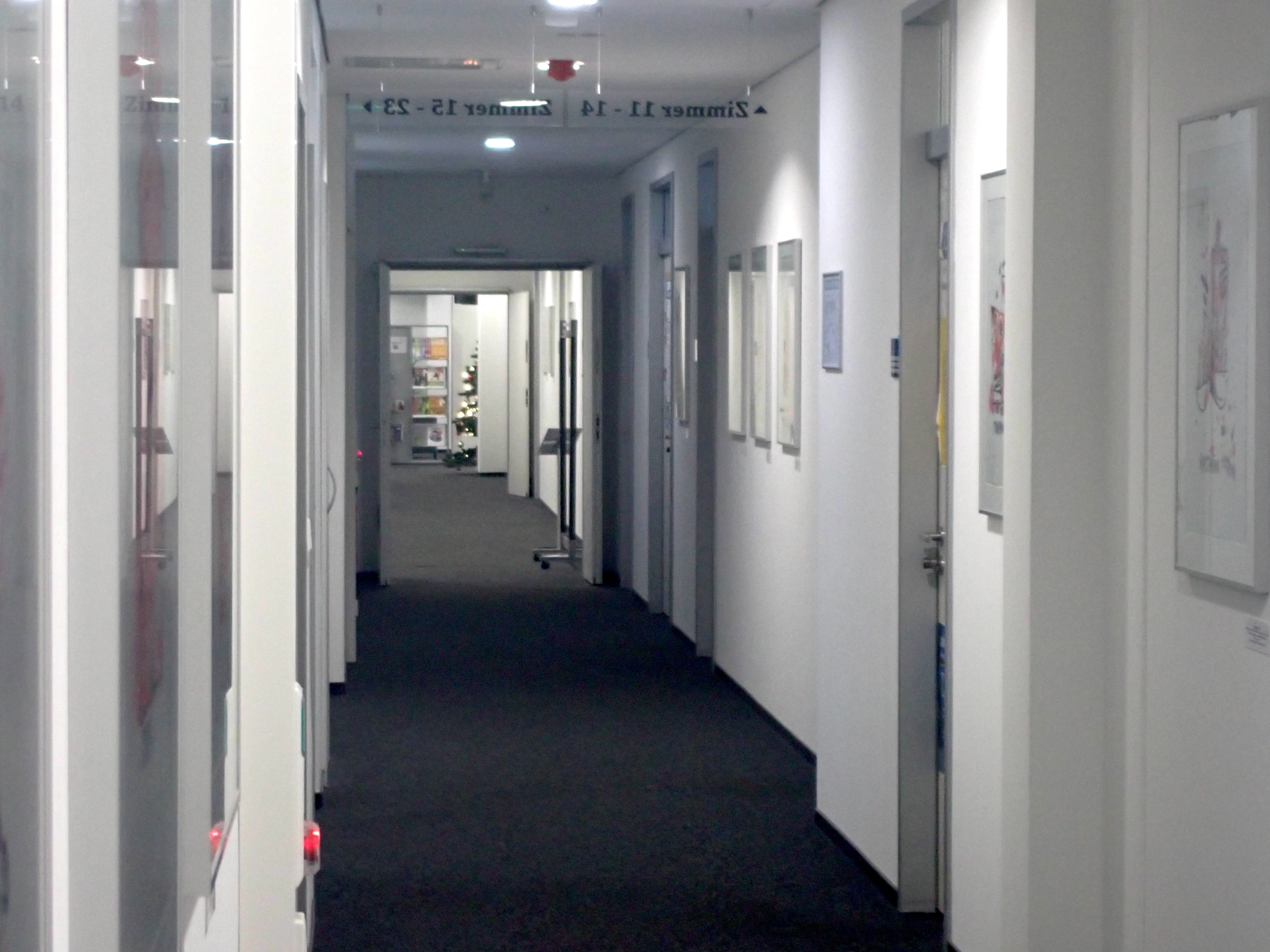
GWZO in Leipzig

Das Institut wurde im Jahr 1995 als gemeinnütziger, eingetragener Verein auf Empfehlung des  Wissenschaftsrates als „Geisteswissenschaftliches Zentrum Geschichte und Kultur Ostmitteleuropas“ (kurz: GWZO) gegründet und nahm im Januar 1996 seine Arbeit auf. Zum Gründungsdirektor wurde der Historiker Winfried Eberhard bestellt. Nachdem es zu Beginn im Leipziger Vorort Lindenau angesiedelt war, fand es seit Anfang der 2000er Jahre seinen Standort im Specks Hof.
Seit 2003 ist das GWZO mit dem Status eines An-Institutes der Universität Leipzig versehen.
Die Projektfinanzierung erfolgte bis 2007 überwiegend durch die Deutsche Forschungsgemeinschaft, zudem durch die VolkswagenStiftung, die Deutsche Stiftung Friedensforschung, die Fritz Thyssen Stiftung für Wissenschaftsförderung und andere. 2008 ist das GWZO in die ergänzende Projektförderung des Bundesministeriums für Bildung und Forschung aufgenommen worden.
Erstmals 2012 beteiligte sich das GWZO am Leipziger Lesefestival „Leipzig liest“.
Das GWZO ist seit 1. Januar 2017 Mitglied der Leibniz-Gemeinschaft. Seither lautet der Name des Instituts „Leibniz-Institut für Geschichte und Kultur des östlichen Europa (GWZO)“. Die Abkürzung GWZO wurde beibehalten.
Mit der Aufnahme in die Leibniz-Gemeinschaft erfolgte eine organisatorische und inhaltliche Neuausrichtung des Instituts. Administrativ gliedert sich das GWZO seit 2017 in die vier wissenschaftlichen Abteilungen: Die Abteilung „Mensch und Umwelt“ unter der Leitung von Matthias Hardt, „Kultur und Imagination“ geleitet von Arnold Bartetzky sowie „Verflechtung und Globalisierung“ unter der Leitung von Frank Hadler. Daneben gibt es die Abteilung „Wissenstransfer und Vernetzung“ (einschließlich Bibliothek) sowie in eine Verwaltungsabteilung. Zudem wurden zwei Programmbereiche etabliert: „Forschung zum östlichen Europa“ und „Transfer von Forschungsergebnissen“.
Die zentralen Organe des GWZO sind die Mitgliederversammlung, der Vorstand, das Kuratorium und der Wissenschaftliche Beirat.

### Leitung des GWZO
Direktoren
- 1996–1999 Winfried Eberhard, Gründungsdirektor
- 1999–2007 Winfried Eberhard, Direktor
- 2007–2021 Christian Lübke
- seit 2021 Maren Röger[1]

Von 1999 bis 2021 fungierte Stefan Troebst als stellvertretender Direktor. Im Oktober 2023 übernahm Julia Herzberg diese Funktion.

### Bibliothek

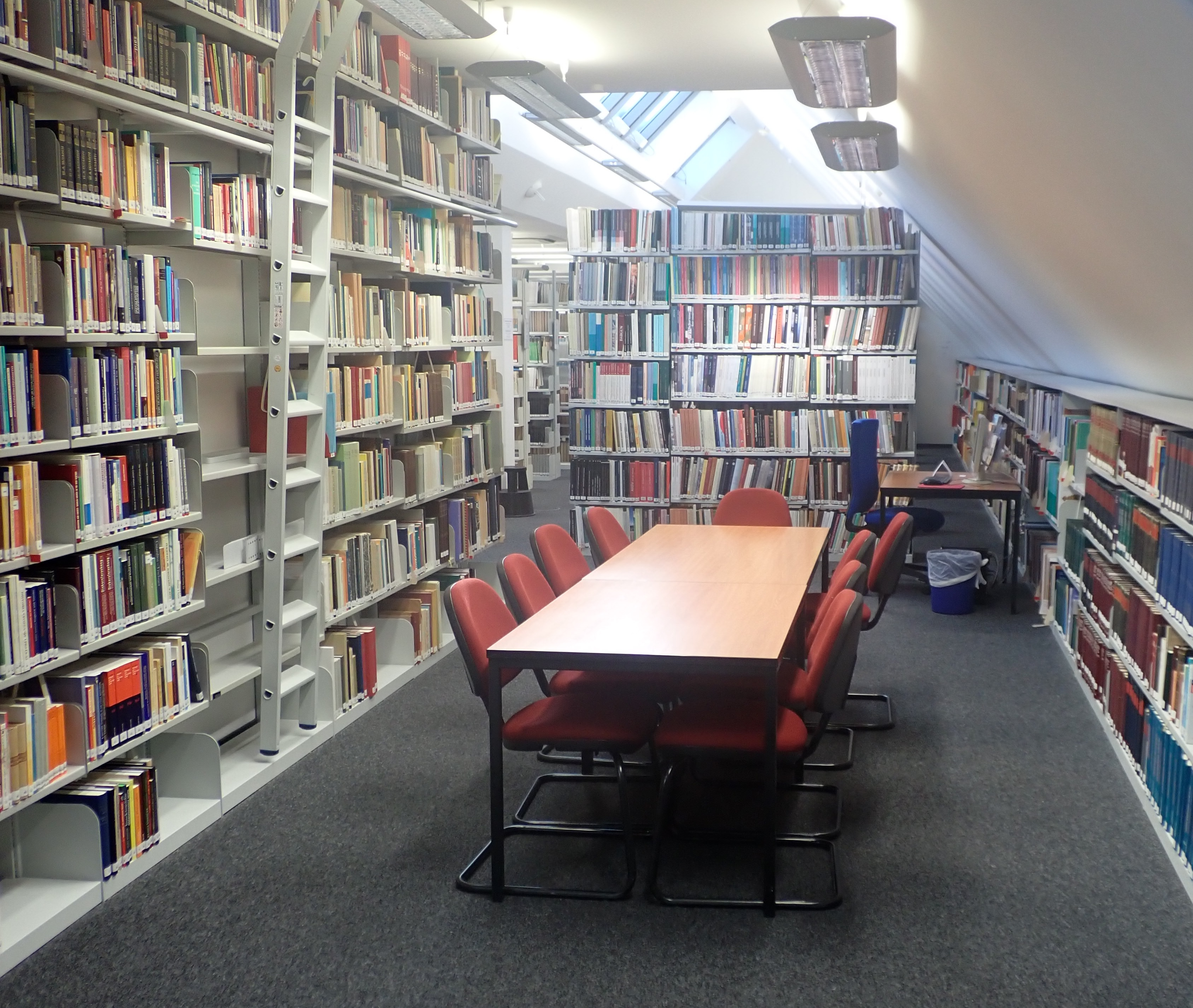
Arbeitsplätze in der Bibliothek des GWZO

Die Bibliothek des GWZO ist eine wissenschaftliche Präsenzbibliothek mit derzeit (2020) rund 130.000 Medieneinheiten in diversen europäischen Sprachen, vor allem Polnisch, Ungarisch, Tschechisch und Englisch. Sie ist die größte Spezialbibliothek zu Ostmitteleuropa in den neuen Bundesländern. Das Erwerbungsprofil orientiert sich am mittelfristigen Forschungsprogramm des Hauses und dem allgemeinen regionsbezogenen Auftrag des Instituts. Darüber hinaus verfügt die Bibliothek über Nachlassbestände diverser Osteuropa-Forscher, darunter Hans Roos, Joachim Herrmann, Ernst Eichler und Hans-Joachim Schlegel. Die Bibliothek im Specks Hof kann sowohl vom Fachpublikum als auch der interessierten Öffentlichkeit genutzt werden.

## Öffentlichkeitsarbeit und Wissenstransfer

### Publikationen
Das GWZO gibt vier hauseigene Schriftenreihen heraus, darunter die Reihen „Visuelle Geschichtskultur“, „Forschungen zur Geschichte und Kultur des östlichen Mitteleuropa“ und „Studia Jagellonica Lipsiensia“. Deren neueste Ausgaben erscheinen im Böhlau Verlag und sind als Open-Access-Version online frei zugänglich.
Die deutsch-englische Reihe „Armenier im östlichen Europa – Armenians in Eastern Europe“ ist bislang in sechs Bänden erschienen und wird unter anderem vom Historiker Stefan Troebst, Stellvertretender Direktor des GWZO, herausgegeben.
Auf mehrere Bände angelegte Handbücher bündeln für Fachpublikum und interessierte Leser die Forschungsergebnisse am GWZO: Das prächtig illustrierte „Handbuch zur Geschichte der Kunst in Ostmitteleuropa“ (Band 1: 400–1000. Vom spätantiken Erbe zu den Anfängen der Romanik; erschienen 2017) wird in seinen neun Bänden eine umfassende Darstellung der Geschichte der Kunst im östlichen Mitteleuropa vom spätantiken Erbe bis zur Gegenwart liefern. Das „Handbuch einer transnationalen Geschichte Ostmitteleuropas“ (Band 1: Von der Mitte des 19. Jahrhunderts bis zum Ersten Weltkrieg; erschienen 2017) bietet die erste zusammenfassende Darstellung der transnationalen Geschichte der Forschungsregion.
Seit 2010 veröffentlicht das Institut für ein breites Lesepublikum das Jahresheft „Mitropa“ mit aktuellen Beiträgen zu den Forschungsthemen des GWZO. Zudem werden regelmäßig Jahresberichte publiziert.

### Internationale Tagungen
- 5.–7. September 2002: „Hofkultur der Jagiellonendynastie und verwandter Fürstenhäuser“ (internationale Tagung der Katholischen Universität Lublin und des Geisteswissenschaftlichen Zentrums Geschichte und Kultur Ostmitteleuropas in Leipzig) in Lublin
- 9.–13. Mai 2006: „Kunst als Herrschaftsinstrument unter den Luxemburgern“ (internationales Symposium des GWZO in Kooperation mit der Prager Burgverwaltung (Správa Pražského hradu) im Rahmen der Ausstellung Karl IV. in Prag)
- 7.–8. Dezember 2007: „Legitimiert durch Repräsentation?“ kulturelle Integrationsstrategien von Außenseitern und Aussteigern in Mitteleuropa vom 14. bis. 18. Jahrhundert in Leipzig
- 23.–25. Oktober 2008: „Türkenkriege und Adelskultur in Ostmitteleuropa vom 16.–18. Jahrhundert“ (Kongress am GWZO) in Leipzig
- 25.–28. September 2013: „Geteilt – vereint!“ Denkmalpflege in Mitteleuropa zur Zeit des Eisernen Vorhangs und heute (internationale Tagung der HAWK und des Deutschen Nationalkomitees von ICOMOS in Kooperation mit dem GWZO und dem Arbeitskreis deutscher und polnischer Kunsthistoriker und Denkmalpfleger) in Hildesheim

### Ausstellungen

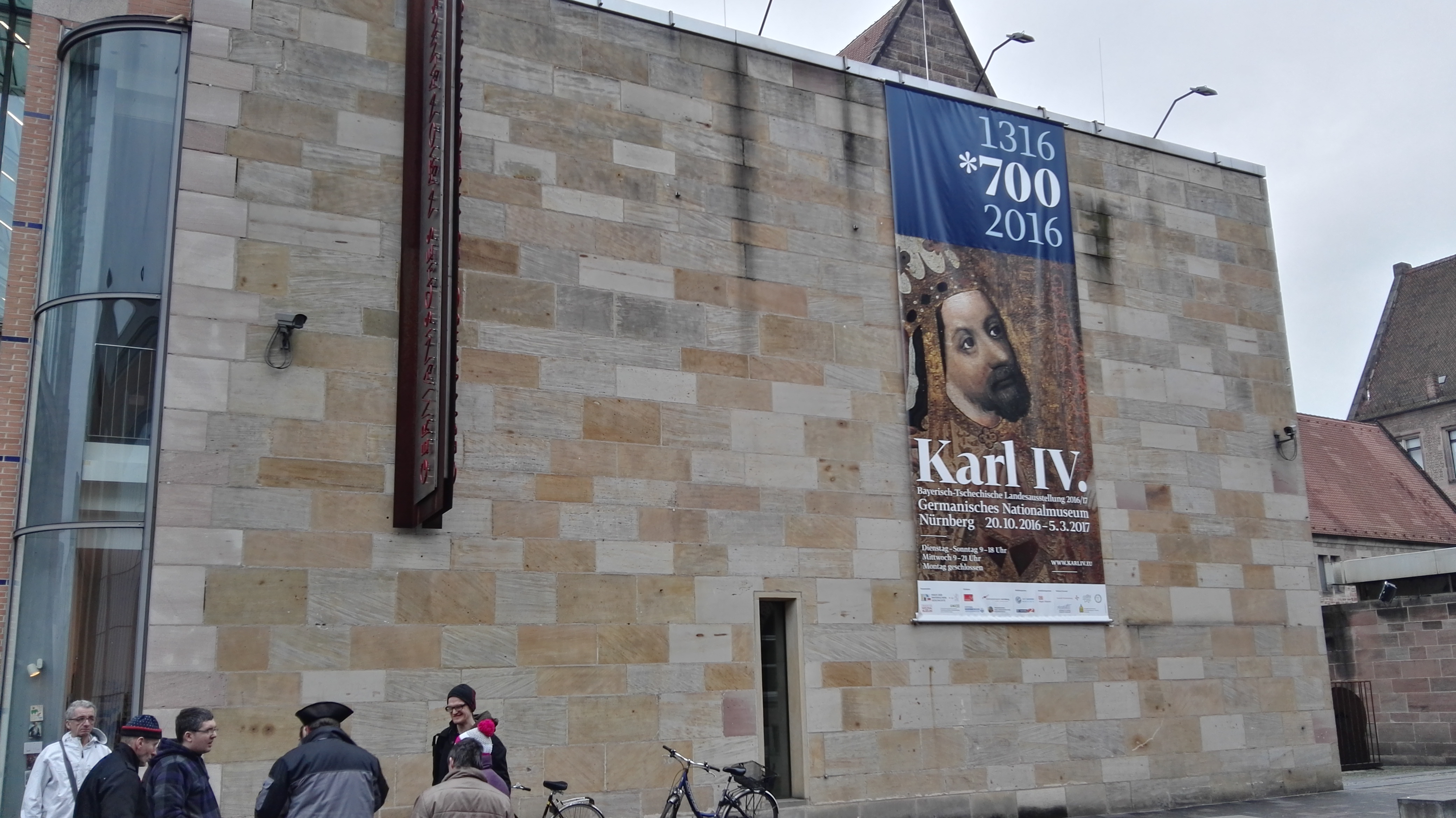
Bayerisch-tschechische Landesausstellung „Kaiser Karl IV. 1316–2016“ im Germanischen Nationalmuseum

Das GWZO kuratiert und organisiert stetig selbst Ausstellungen im In- und Ausland oder begleitet diese wissenschaftlich.
Das deutsch-tschechisch-polnische Ausstellungsprojekt „Europa Jagellonica“ präsentierte die Kunst und Kultur Mitteleuropas an der Wende vom Spätmittelalter zur Frühen Neuzeit. Es wurde von vier Kunstmuseen und dem GWZO gemeinsam veranstaltet und 2012/2013 in den Städten Kutná Hora, Warschau und Potsdam erfolgreich gezeigt.
An der Ersten Bayerisch-tschechischen Landesausstellung „Kaiser Karl IV. 1316–2016“ anlässlich des 700. Geburtstages von Karl IV. 2016/2017 war das Institut zusammen mit der Nationalgalerie Prag, dem Haus der Bayerischen Geschichte (HdBG) in Augsburg und dem Germanischen Nationalmuseum (GNM) in Nürnberg beteiligt.
Mit „Die unerträgliche Leichtigkeit des Haiku – Der Künstler Karel Trinkewitz“ hat das Institut 2017 seine erste digitale Ausstellung realisiert.

### Oskar-Halecki-Vorlesung
Die seit 2001 jährlich stattfindenden Vorlesungen zu Ehren von Oskar Halecki (1891–1973) bieten die Möglichkeit, Wissenschaftler aus den östlichen Nachbarländern Deutschlands zu einem in der wissenschaftlichen Diskussion umstrittenen Thema einzuladen.
- 2024 Alfrun Kliems: „Mitteleuropa? Literaturwissenschaftliche Betrachtungen zu einem geschichtswissenschaftlichen Begriff“
- 2023 Attila Pók: „Alte und neue »Sündenböcke« im östlichen Europa: Perspektiven auf Ungarn und darüber hinaus“
- 2022 Olesya Khromeychuk: „Choosing freedom in Ukraine: historical roots and contemporary meaning.“
- 2021 Claus von Carnap-Bornheim: „Kriegsbedingt zerstört – wissenschaftlich rekonstruiert. Die Prussia-Sammlung aus dem Königsberger Schloss“
- 2019 Diana Mishkova: „How the Balkans came to be: A look from the inside“
- 2018 Martin Schulze Wessel: „Zeitschichten des Prager Frühlings. Über die Wiederkehr der Vergangenheit beim Entwerfen der Zukunft“
- 2017 Ulrich Schmid: „Modellierung und Emotionalisierung. Nationale Geschichtsnarrative in osteuropäischen Populärmedien“
- 2016 Magdaléna Vášáryová: „Slowakische Geschichte und Kultur im alten und neuen Europa: von der Doppelmonarchie der Habsburger bis zur EU der 28“
- 2015 Adam Daniel Rotfeld: „Searching for a New World Order“
- 2014 Karol Modzelewski: „Gesellschaftspsychologie einer Revolution. Die »Solidarność« als Massenbewegung, ihre Niederlage während des Kriegsrechts und wie ihr Mythos als Deckmantel für die Transformationsprozesse in Polen genutzt wurde“
- 2013 Steven A. Mansbach: „Riga’s Modernism“
- 2012 Ákos Moravánszky: „Mitteleuropäische Raum(ge)schichten: Ein Querschnitt durch Budapest“
- 2011 Matti Klinge: „Nordosteuropa als Geschichtsregion – Prof. Dr. Dr. h. c. mult. Klaus Zernack zum 80. Geburtstag“
- 2010 Katherine Verdery: „Secrets and Truths: Knowledge Practices of the Romanian Secret Police“
- 2009 Hans-Dietrich Genscher: „Auf dem Wege zum und im Epochenjahr 1989“
- 2008 Hermann Parzinger: „Herrschaftsrepräsentation und Totenritual in der eurasischen Steppe: Neue Forschungen in skythenzeitlichen Großkurganen“
- 2007 István Fried: „Gibt es ein Literarisches Ostmitteleuropa?“
- 2006 Walter Pohl: „Die »ethnische Wende« des Frühmittelalters und ihre Auswirkungen auf Ostmitteleuropa“
- 2005 Thomas DaCosta Kaufmann: „(Ost-)Mitteleuropa als Kunstgeschichtsregion?“
- 2004 Piotr S. Wandycz: „Die Großmächte und Ostmitteleuropa vom Berliner Kongreß bis zum Fall der Berliner Mauer 1878–1991“
- 2003 Maria Todorova: „Die Kategorie Zeit in der Geschichtsschreibung Ostmitteleuropas“
- 2002 Miroslav Hroch: „Ethnonationalismus – eine ostmitteleuropäische Erfindung?“
- 2001 Włodzimierz Borodziej: „Das kurze 20. Jahrhundert Polens: Bilanz eines europäischen Sonderwegs?“

## Ehemalige Mitarbeitende, Gastforscher und Stipendiaten
- 1995–1999 Ludwig Richter (1934–2022)
- 1996–1997 Peter Donat
- 1996–1998 Karel Hruza
- 1996–2001 Arno Strohmeyer
- 1998–2001 Alfrun Kliems
- 1998–2005 Babette Ludowici (1963–2024)
- 1999–2000 Dietmar Popp
- 1999–2005 Fred Ruchhöft
- 1999–2021 Stefan Troebst
- 2000–2001 Claudia Kraft
- 2000–2007 Stefan Samerski
- 2001–2002 Miloš Řezník
- 2001–2005 Wilfried Jilge
- 2001–2006 Jörg Deventer
- 2001–2007 Jiří Fajt
- 2002–2010 Norbert Spannenberger
- 2003–2008 Uwe Tresp
- 2004–2005 Kai Wenzel
- 2005–0000 Tatjana Tönsmeyer
- 2006–2007 Markus Koller
- 2006–0000 Friderika Horváth (danach mehrfach)
- 2007–0000 Hans Losert
- 2007–2008 Yvonne Kleinmann
- 2009–0000 Gerhard Weilandt
- 2010–2011 Kerstin S. Jobst
- 2012–0000 Dietlind Hüchtker
- 2014–2019 Jürgen Heyde
- 2015–2018 Isabella Löhr
- 2022–2025 Thomas Wozniak